# Seznam osobností vyznamenaných 28. října 1998
Seznam osobností, které prezident České republiky Václav Havel vyznamenal nejvyššími státními vyznamenáními 28. října 1998.

## Řád Bílého lva
- generálmajor Josef Bartík, in memoriam
- brigádní generál Mikuláš Antonín Číla, in memoriam
- Bill Clinton, americký prezident
- Paul Hatry, belgický politik
- armádní generál Bedřich Homola, in memoriam
- generálmajor Josef Hyhlík, in memoriam
- major Jaroslav Krátký, in memoriam
- jeho eminence Joachim kardinál Meisner
- generálmajor George S. Patton, in memoriam
- Chanan Rozen, český honorární konzul v Izraeli
- generál John Shalikashvili
- divizní generál František Slunečko, in memoriam
- Javier Solana, evropský politik

## Řád Tomáše Garrigua Masaryka

### I. třídy
- Jeane J. Kirkpatrick, Ph.D.
- Henry Kissinger, Ph.D.
- Zbigniew Brzezinski, Ph.D.

### II. třídy
- Jaroslav Kvapil, in memoriam
- prof. Dr. Mikuláš Lobkowicz
- PhDr. Václav Renč, in memoriam

### III. třídy
- Mons. ThDr. Antonín Huvar
- prof. ThDr. Ing. Jakub S. Trojan
- Mons. Václav Malý, světící biskup pražský
- JUDr. Jiří Kovtun
- generálmajor Jaroslav Kašpar, in memoriam
- JUDr. Václav Hyvnar
- Vlasta Chramostová
- Dr. Richard Belcredi
- Emil Filla, in memoriam
- JUDr. Stanislav Drobný
- prof. Viktor M. Fic
- Emanuel Viktor Voska, in memoriam
- PhDr. Vilém Prečan
- Rudolf Karel, in memoriam
- doc. Jaroslav Opat, DrSc.
- Vladimír Sís, in memoriam
- prof. ThDr. Jan Milíč Lochman

### IV. třídy
- Zdena Mašínová, in memoriam
- Nicholas G. Winton
- Bedřich Utitz
- Dr. Jaromír Šavrda, in memoriam
- prof. Dr. Tomáš Špidlík
- prof. PhDr. Jaroslav Mezník, CSc.
- Marie Dubinová

## Medaile Za hrdinství
- Irena Bernášková, in memoriam
- prof. MUDr. Alexander Gjurič, in memoriam
- plukovník v.v. prof. MUDr. Jiří Krbec, CSc.
- plukovník Karel Kuttelwascher, in memoriam
- generálmajor v.v. Marcel Ludikar
- generálmajor v.v. Ing. Robert Pavlík
- Eliška Pilařová
- plukovník Ing. Josef Pohl, in memoriam
- Anežka Schlattauerová
- generálmajor František Skokan, in memoriam
- generálmajor Ladislav Svoboda, in memoriam
- plukovník v.v. Bohumil Vazač
- plukovník v.v. Antonín Vendl
- Jan Zelenka-Hajský, in memoriam

## Medaile Za zásluhy

### I. stupeň
- PhDr. Václav Benda
- Petr Bísek
- MUDr. Madelaine Cuendet
- Dominik Hašek
- Václav Holub
- prof. Zdeněk Hruban
- Věra Chytilová
- JUDr. Ivan M. Jelínek
- Jan Kačer
- prof. Erazim Kohák, CSc.
- plukovník v.v. František Král
- Otomar Krejča
- Jaroslav Krejčí
- PhDr. Jiří Kuběna
- Věra Linhartová
- Jan Lopatka, in memoriam
- Martina Navrátilová
- JUDr. Jaroslav Němec, in memoriam
- Dana Němcová
- Julian M. Niemczyk
- Jana Novotná
- Jiří Pelikán
- prof. Angelo Maria Ripellino, in memoriam
- Peter W. Rodman
- Jeremy D. Rosner
- Roger Scruton, Ph.D.
- JUDr. Jaroslav Strnad
- Josef Topol
- plukovník v.v. Viktor Trnavský
- Ing. Petr Uhl
- Václav Vašek
- prof. Rudolf Vierhaus
- prof. Ing. Rudolf Zahradník, DrSc.
- Emil Zátopek

### II. stupeň
- Zora Frkáňová
- MUDr. Branislav Geryk
- Josef Jelínek[nepřesný odkaz]
- PhDr. Vlastimila Kladivová, CSc.
- Zdeněk Mastník
- prof. RNDr. Jindřich Nečas, DrSc.
- doc. PhDr. Karel Pichlík
- prof. MUDr. Jiří Syllaba
- prof. PhDr. Miroslav Verner, DrSc.
- prof. RNDr. Petr Vopěnka, DrSc.

### III. stupeň
- podpraporčík Alexander Hurný
- akad. arch. Vlastimil Koutecký
- major Ing. Ondrej Páleník
- major Ing. Jaroslav Procházka